# سد مونسیون
سد مونسیون (به لاتین: Monción Dam) یک سد خاکی در جمهوری دومینیکن است که در Monción, Santiago Rodríguez Province واقع شده‌است.